# دانشگاه جرج میسون
دانشگاه جرج میسون (به انگلیسی: George Mason University) یک دانشگاه تحقیقاتی دولتی در فرفکس واقع در ایالت ویرجینیا آمریکا است که در سال ۱۹۴۹ میلادی بنیان‌نهاده شده‌است.